# Michael Kapauts
Michael Kapauts – australijski zapaśnik walczący w stylu wolnym. Wicemistrz Wspólnoty Narodów w 1995. Srebrny medalista mistrzostw Oceanii w 1995 roku.